# Coccostromopsis diplothemii
Coccostromopsis diplothemii är en svampart som först beskrevs av Rehm, och fick sitt nu gällande namn av K.D. Hyde & P.F. Cannon 1999. Coccostromopsis diplothemii ingår i släktet Coccostromopsis och familjen Phyllachoraceae.   Inga underarter finns listade i Catalogue of Life.